# Station Sinaai
Station Sinaai is een spoorwegstation langs spoorlijn 59 aan de grens van Sinaai in Belsele, een deelgemeente van de stad Sint-Niklaas. Het werd geopend in 1849. Tot 1909 heette dit station Duizend Appels (Milles Pommes), naar de naam van een herberg op de grens tussen Waasmunster, Sinaai en Belsele waar het station in feite gelegen is.

## Faciliteiten
Station Sinaai beschikt over een stationsgebouw, gebouwd in 1895 door de spoorwegonderneming Chemin de fer d'Anvers à Gand ter vervanging van het eerste station. Het is het enige nog bestaande station van de privémaatschappij 'Pays de Waes' en werd in 2007 gerenoveerd. De renovatie behelsde ook het wachthuisje. De Zwitserse Treinclub heeft een onderkomen gevonden in het stationsgebouw.
Er is geen verbindingsgang om de sporen over te steken, maar gezien de locatie net naast een overweg is dat ook niet echt nodig.
Ten zuiden van het station bevond zich 1 losspoor. Aan de andere kant waren er 2 kopsporen, 1 naar de goederenloods en de andere functioneerde als een goederenkoer.

## Treindienst
| Serie | Treinsoort               | Route                                                     | Bijzonderheden                                                                                       |
| ----- | ------------------------ | --------------------------------------------------------- | --- |
| S 34  | S-trein Antwerpen (NMBS) | Dendermonde – Lokeren – Sint-Niklaas – Antwerpen-Centraal | Rijdt 2×/u tussen Antwerpen - Dendermonde tijdens de week, 1x/u tijdens het weekend en juli/augustus |

## Galerij

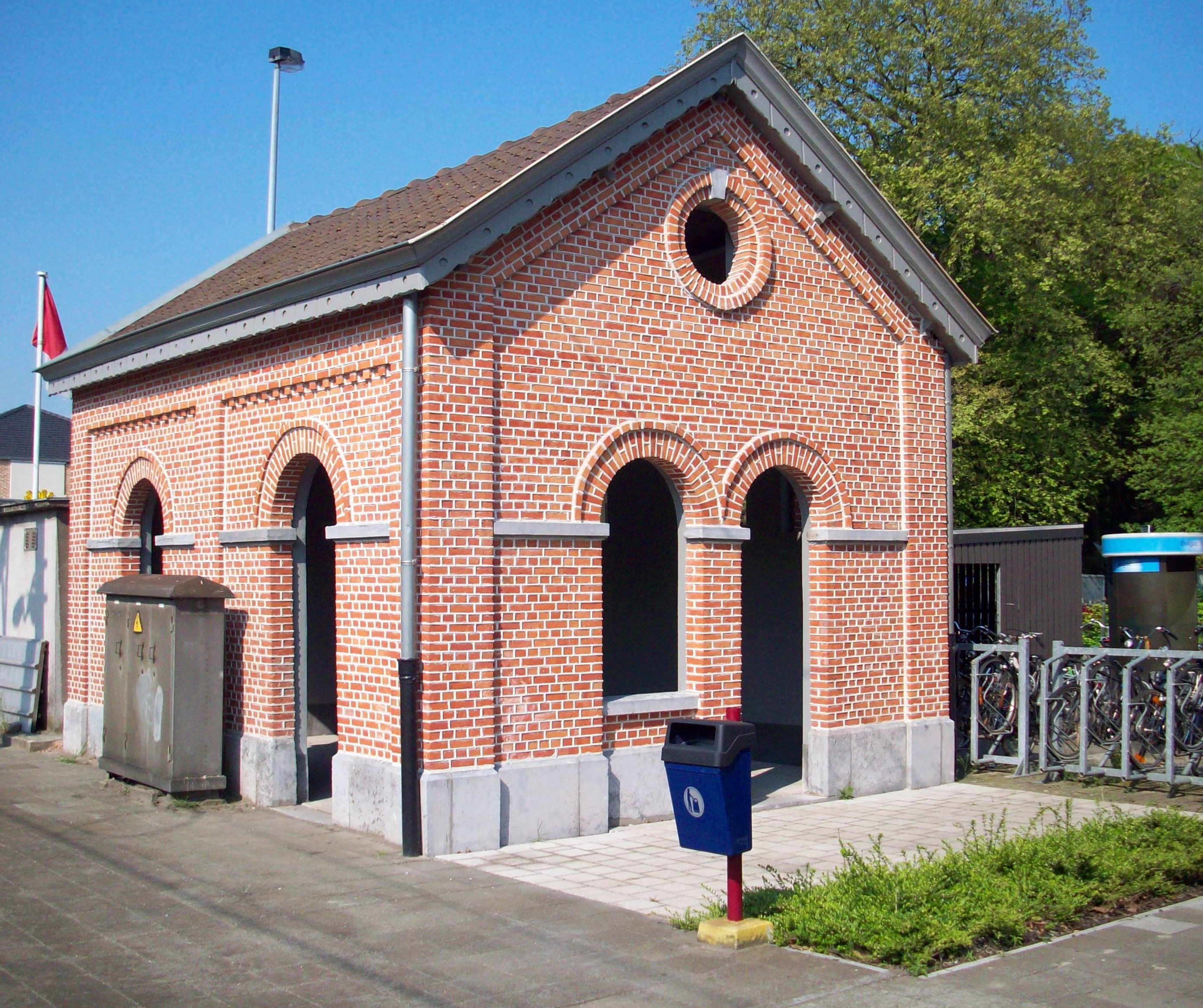
Foto wachthuisje
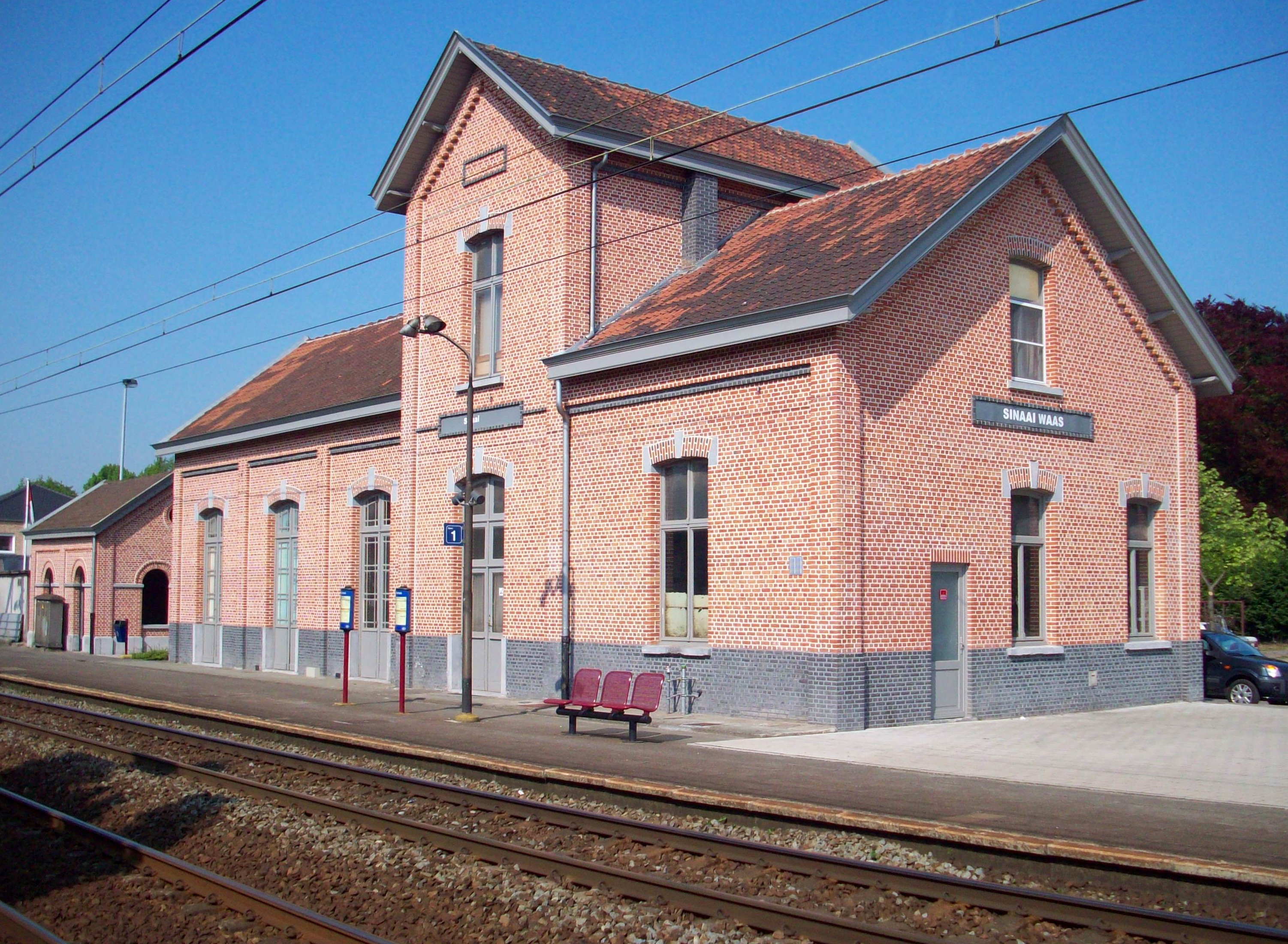
Oud stationsgebouw van Sinaai, in 2007 gerenoveerd
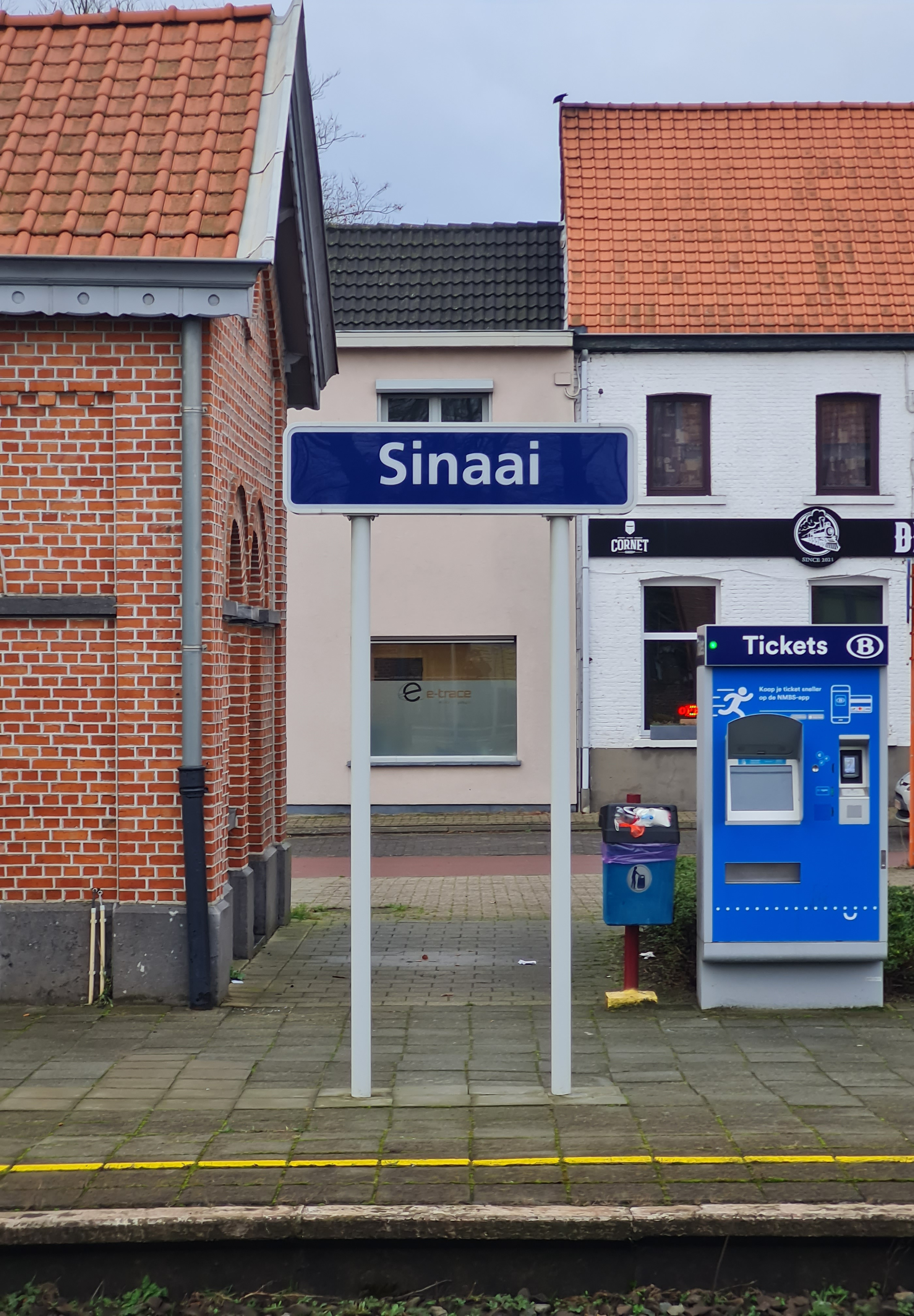
Naambord station Sinaai

## Reizigerstellingen
De grafiek en tabel geven het gemiddeld aantal instappende reizigers weer op een week-, zater- en zondag.
| Tabel: aantal instappende reizigers station Sinaai | Tabel: aantal instappende reizigers station Sinaai | Tabel: aantal instappende reizigers station Sinaai | Tabel: aantal instappende reizigers station Sinaai |
|                                                    | Weekdag                                            | Zaterdag                                           | Zondag                                             |
| -------------------------------------------------- | -------------------------------------------------- | -------------------------------------------------- | -------------------------------------------------- |
| 1977                                               | 236                                                | 39                                                 | 24                                                 |
| 1978                                               | 250                                                | 37                                                 | 30                                                 |
| 1979                                               | 242                                                | 47                                                 | 39                                                 |
| 1980                                               | 300                                                | 49                                                 | 28                                                 |
| 1981                                               | 364                                                | 54                                                 | 56                                                 |
| 1982                                               | 364                                                | 54                                                 | 47                                                 |
| 1983                                               | 339                                                | 35                                                 | 42                                                 |
| 1984                                               | 376                                                | 83                                                 | 73                                                 |
| 1985                                               | 300                                                | 69                                                 | 59                                                 |
| 1986                                               | 278                                                | 76                                                 | 56                                                 |
| 1987                                               | 232                                                | 70                                                 | 66                                                 |
| 1988                                               | 296                                                | 50                                                 | 47                                                 |
| 1989                                               | 366                                                | 67                                                 | 56                                                 |
| 1990                                               | 352                                                | 63                                                 | 67                                                 |
| 1991                                               | 367                                                | 62                                                 | 60                                                 |
| 1992                                               | 328                                                | 69                                                 | 62                                                 |
| 1993                                               | 249                                                | 81                                                 | 49                                                 |
| 1994                                               | 256                                                | 50                                                 | 74                                                 |
| 1995                                               | 211                                                | 60                                                 | 46                                                 |
| 1996                                               | 244                                                | 48                                                 | 49                                                 |
| 1997                                               | 260                                                | 82                                                 | 55                                                 |
| 1998                                               | 236                                                | 54                                                 | 42                                                 |
| 1999                                               | 244                                                | 58                                                 | 37                                                 |
| 2000                                               | 252                                                | 62                                                 | 36                                                 |
| 2001                                               | 254                                                | 44                                                 | 40                                                 |
| 2002                                               | 260                                                | 44                                                 | 56                                                 |
| 2003                                               | 240                                                | 55                                                 | 60                                                 |
| 2004                                               | 294                                                | 66                                                 | 70                                                 |
| 2005                                               | 252                                                | 60                                                 | 62                                                 |
| 2006                                               | 258                                                | 60                                                 | 65                                                 |
| 2007                                               | 244                                                | 34                                                 | 46                                                 |
| 2008                                               | -                                                  | -                                                  | -                                                  |
| 2009                                               | 295                                                | 66                                                 | 86                                                 |
| 2010                                               | -                                                  | -                                                  | -                                                  |
| 2011                                               | -                                                  | -                                                  | -                                                  |
| 2012                                               | 260                                                | 95                                                 | 103                                                |
| 2013                                               | 275                                                | 49                                                 | 56                                                 |
| 2014                                               | 303                                                | 56                                                 | 76                                                 |
| 2015                                               | 248                                                | 52                                                 | 46                                                 |
| 2016                                               | 245                                                | 95                                                 | 72                                                 |
| 2017                                               | 280                                                | 81                                                 | 69                                                 |
| 2018                                               | 308                                                | 62                                                 | 60                                                 |
| 2019                                               | 433                                                | 69                                                 | 72                                                 |
| 2020                                               | 211                                                | 45                                                 | 36                                                 |
| 2021                                               | -                                                  | -                                                  | -                                                  |
| 2022                                               | 338                                                | 76                                                 | 83                                                 |
| 2023                                               | 306                                                | 105                                                | 123                                                |
| 2024                                               | 364                                                | 86                                                 | 118                                                |

## Trivia
- Hoewel het station de naam Sinaai draagt ligt het eigenlijk dichter bij de dorpskern van Belsele. Tevens is het gelegen op het grondgebied van de voormalige gemeente Belsele. De reden waarom het station niet naar Belsele genoemd is komt voort uit het feit dat er reeds een station Belsele op een andere locatie is. Vroeger waren er zelfs twee stations Belsele (Station Belsele-Dorp langs spoorlijn 56 en het nog bestaande maar hernoemde Station Belsele-Noord langs spoorlijn 59).
- De stations Sinaai en Belsele zijn slechts anderhalve kilometer van elkaar verwijderd.
- Tot 1897 had spoorlijn 59 Gent – Antwerpen in plaats van normaalspoor nog een spoorbreedte van 1151 mm.

Belsele · Belsele-Dorp · Eigenlo · Nieuwkerken-Waas · Sinaai · Sint-Niklaas · Sint-Niklaas-Oost · Sint-Niklaas-West · Valk · Westakkers
0,0: Antwerpen-Berchem ·
4,0: Antwerpen-Zuid ·
7,0: Antwerpen-Linkeroever ·
9,1: Zwijndrecht ·
10,1: Zwijndrecht-Fort ·
12,1: Melsele ·
14,0: Beveren ·
15,1: Haasdonk ·
18,5: Westakkers ·
19,5: Nieuwkerken-Waas ·
22,7: Sint-Niklaas ·
25,3: Sint-Niklaas-West ·
26,2: Valk ·
27,1: Belsele ·
28,7: Sinaai ·
32,0: Heiken ·
35,7: Lokeren ·
38,4: Staakte ·
41,5: Zeveneken ·
43,6: Beervelde ·
46,8: Lochristi ·
49,5: Destelbergen ·
51,2: Westveld ·
53,0: Oostakker ·
?: Gent-Waas ·
55,8: Gent-Dampoort